# Lapwai
Lapwai is een plaats (city) in de Amerikaanse staat Idaho, en valt bestuurlijk gezien onder Nez Perce County.

## Demografie
Bij de volkstelling in 2000 werd het aantal inwoners vastgesteld op 1134.
In 2006 is het aantal inwoners door het United States Census Bureau geschat op 1117, een daling van 17 (-1,5%).

## Geografie
Volgens het United States Census Bureau beslaat de plaats een oppervlakte van
2,0 km², geheel bestaande uit land. Lapwai ligt op ongeveer 246 m boven zeeniveau.

## Plaatsen in de nabije omgeving
De onderstaande figuur toont nabijgelegen plaatsen in een straal van 20 km rond Lapwai.